# Hifikepunye Pohamba
Hifikepunye Lucas Pohamba (ur. 18 sierpnia 1935 w Okanghudi w regionie Ohangwena) – namibijski polityk, od 21 marca 2005 do 21 marca 2015 prezydent Namibii.

## Życiorys
Kształcił się w szkole misjonarzy anglikańskich. W 1959 należał do grona współtwórców Organizacji Ludu Afryki Południowo-Zachodniej (SWAPO), w 1961 udał się na emigrację. Kolejne lata spędzał głównie w Tanzanii i Angoli, reprezentował interesy SWAPO w kilku państwach afrykańskich. Na początku lat 80. odbył studia w Moskwie.
W latach 1975–1989 kierował sprawami finansowymi SWAPO. W obliczu uzyskania przez Namibię niepodległości, kierował z powodzeniem kampanią wyborczą SWAPO w pierwszych wyborach powszechnych; po zwycięstwie wyborczym pełnił szereg funkcji ministerialnych, był ministrem spraw wewnętrznych, ministrem ds. rybactwa, ministrem bez teki, ministrem ds. reformy własności ziemskiej. Jednocześnie pozostawał w kierownictwie SWAPO, w latach 1997-2002 na stanowisku sekretarza generalnego, od 2002 wiceprzewodniczącego.
Jako jeden z najbliższych współpracowników pierwszego prezydenta Namibii Sama Nujomy został przez niego wyznaczony na kandydata SWAPO w wyborach prezydenckich w listopadzie 2004. Po wygranych wyborach został 21 marca 2005 zaprzysiężony na drugiego w historii prezydenta Namibii. 29 listopada 2007 objął stanowisko przewodniczącego SWAPO, które piastował do 19 kwietnia 2015. 
W wyborach prezydenckich w listopadzie 2009 zdobył ponad 75% głosów poparcia i uzyskał reelekcję na stanowisku.
Jest żonaty (od 1983 z Penny z d. Hasho), ma sześcioro dzieci. Uchodzi za miłośnika piłki nożnej.

## Odznaczenia
- Wielce Starożytny Order Welwiczji Przedziwnej (ex officio, 2005)[2]